# مزاج (طب سنتی)

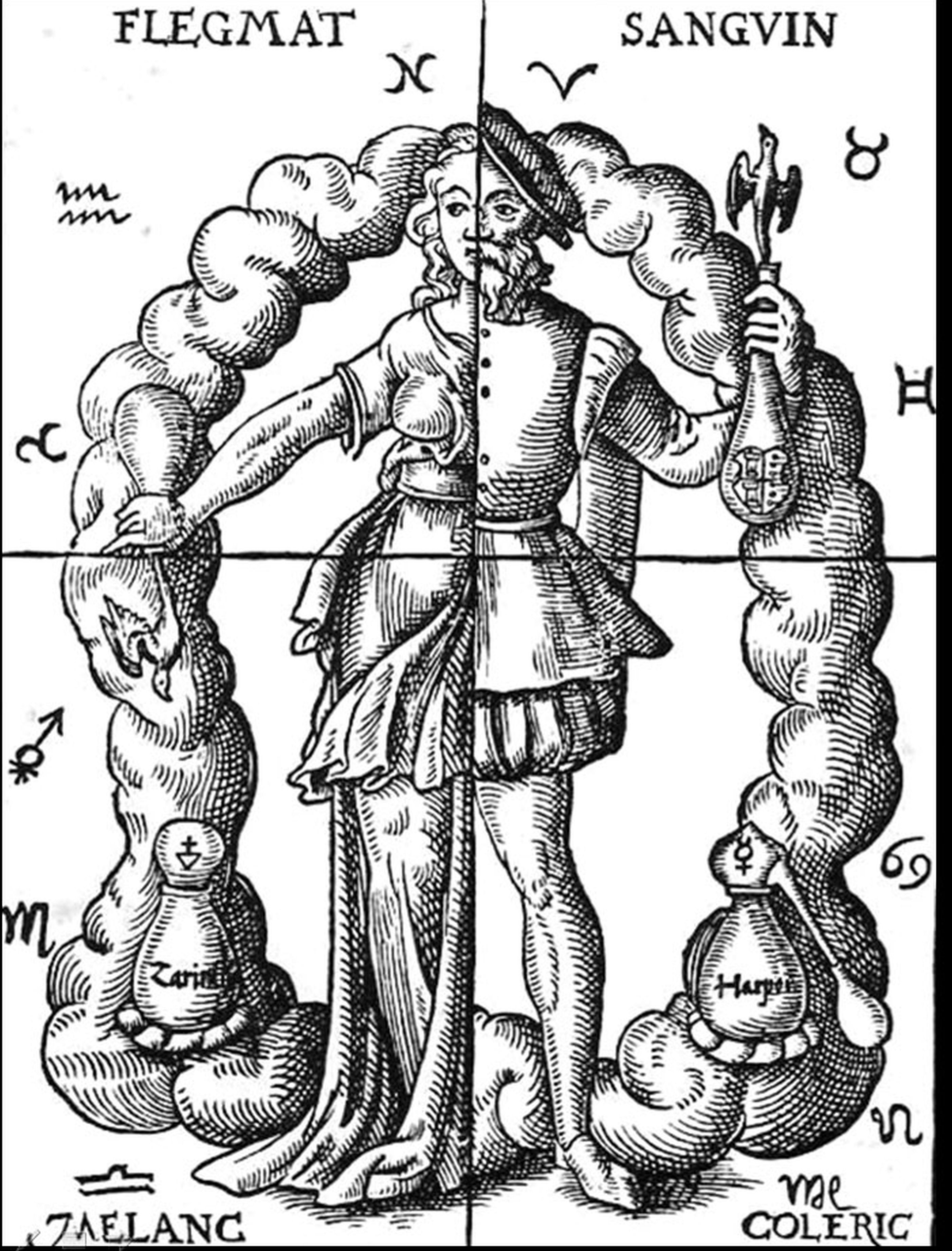
تصویر آلمانی قرن شانزدهم از چهار طبع (صفرا، سودا، دم و بلغم)

مزاج یا طبع طریقه یا روشی از پزشکی در قدیم بود که توسط پزشکان و فیلسوفان یونان و روم باستان پایه‌گذاری گردید. در این روش جزئیات یک ترکیب فرضی و همچنین عملکرد بدن انسان شرح داده می‌شود. این روش مزاج‌شناسی و خلط‌های چهارگانه از سال ۱۸۵۰ با ظهور نظریه میکروبی بیماری‌ها و کشف این که علت بسیاری از بیماری‌ها که قبلاً فکر می‌شد از برهم خوردن تعادل مزاج هستند در حقیقت به دلیل عوامل بیماری‌زا هستند شروع به از بین رفتن کرد. پزشکی نوین نه تنها طب سنتی بلکه بسیاری از طب‌های دیگر را نیز رد کرده است. پزشکان به این مسئله سندروم فرهنگی می‌گویند. برخی آداب و رسوم، عقاید و باورها در افراد یک منطقه آنقدر ریشه دار می‌شود و مردم با باور، تلقین و تعصبی که دارند ناخودآگاه به آن دچار یا با آن معالجه سطحی می‌شوند.

## تاریخچه
بادر نظر گرفتن اینکه تا قبل از متفکران یونان باستان روش منسجم پزشکی بر پایه مزاج (روش‌های شیمیایی تنظیم‌کننده رفتار انسان) نیست اما ممکن است ریشه در تمدن‌های مصر باستان و بین‌النهرین داشته باشد. اما اولین مدارک از نوشته‌های نظریه‌پرداز پزشکی الکمئون (حدود ۵۴۰–۵۰۰ قبل از میلاد) بدست آمده که شامل فهرست مزاجی طولانی شامل عناصر اساسی توصیف‌شده توسط امپدوکلس مانند آب، هوا، خاک، آتش، و غیره بود. بقراط نیز معمولاً با به کار بردن این ایده در پزشکی اعتبار دارد. بر خلاف الکمئون، بقراط پیشنهاد کرد که طبع یا مزاج مایعات حیاتی بدن است: خون، بلغم، صفرا و سودا. آلکمائون و بقراط اظهار داشتند که کمبود یا زیاده روی شدید در هر یک از طبع‌ها (مایعات بدن) در فرد می‌تواند نشانه ای از بیماری باشد. بقراط و سپس جالینوس پیشنهاد کردند که عدم تعادل متوسط در مخلوط این مایعات باعث ایجاد الگوهای رفتاری می‌شود یکی از رساله‌های منسوب به بقراط با نام درباره ماهیت انسان، این نظریه را به شرح زیر توصیف می‌کند:
 بدن انسان حاوی خون، بلغم، صفرای زرد و صفرای سیاه است. اینها هستند که ساختار آن را می‌سازند و باعث درد و سلامتی آن می‌شوند. سلامتی در درجه اول حالتی است که در آن این مواد تشکیل دهنده از نظر قدرت و کمیت نسبت صحیحی با یکدیگر داشته باشند و به خوبی با هم مخلوط شوند. درد زمانی اتفاق می‌افتد که یکی از مواد یا کمبود یا اضافه داشته باشد یا در بدن جدا شده و با مواد دیگر مخلوط نشود

## در ایران
در کتاب ذخیره خوارزمشاهی، از ترکیب عناصر چهارگانه (که شامل آب، باد، خاک و آتش است) در بدن پیدا می‌شود و دارای ۹ قسمت است. مزاج‌شناسی، در اذهان عامه به «گرمی» و «سردی» معروف است. در قدیم معتقد بودند مزاج‌ها از واکنش متقابل اجزاء عناصر چهارگانه متضاد، به وجود می‌آیند.
خاورشناسان و استادان تاریخ علم دربارهٔ اصول قضایای علمی طب قدیم و تفسیر نظرات و معتقدات قدما، تحقیق کرده‌اند ولی موفق به تطبیق مزاج‌شناسی با علم روز نشده و شرح و تفسیر آن را در نوشته‌های خود ناتمام گذاشته‌اند.
در اواخر قرن نوزدهم میلادی دسامبر (دانشمند و محقق فرانسوی)، در دائرةالمعارف صد جلدی پزشکی مقالهٔ مفصلی تحت عنوان «مزاج» نوشت. در این مقاله دسامبر فقط مزاج‌های دموی، بلغمی، صفراوی و سوداوی را که فهم آن آسان بوده مورد بحث قرار داده و در خصوص مزاج‌های گرم و سرد و تر و خشک که فهم و تفسیر آن‌ها مشکل بوده، چیزی ننوشته است. در واقع، موضوعی را که اساس طب قدیم بر آن استوار می‌باشد، مسکوت گذاشته است.
جرج سارتن

## انتقاد
منتقدان به این رویکرد طبی از همان زمانی که تئوریزه شد و در دیالوگ با آن انتقاداتی را نسبت به آن روا داشته‌اند. بعضی از بقراطی‌ها خودشان را تجربه‌گرا نامیدند و نظریاتی که مفروضات در آنان بر مشاهدات تقدم داشتند را نقد کردند: 
کسانی که سخن گفتن یا نوشتن دربارهٔ‌ طب را بر عهده گرفته‌اند و برای استدلالشان برخی فرض‌ها را مفروض گرفته‌اند، اعم از گرم یا سرد یا خشک یا تر یا هر چیز دیگری که دوست داشته‌اند... این جماعت آشکارا در بسیاری از چیزهایی که می‌گویند به خطا می‌روند ... لذا من چنین فرض کرده‌ام که علم طب به هیچ یک از فرض‌های تهی از آن نوع که امور نامرئی و مبهم بدان نیاز دارند نیازمند نیست، اموری که اگر کسی بکوشد در مورد آنها چیزی بگوید به ناچار باید فرضی را مورد استفاده قرار دهد، مثلاً چیزهایی در آسمان یا چیزهایی در زیر زمین.
 سایر بقراطی‌ها با این رویکرد مخالف بودند و با وجود این که امکان آزمون‌های تجربی برای بسیاری از ادعاهایشان وجود داشت، عملاً به مشاهدات کمی اشاره کردند.
نسبت دادن بروز بیماری به برهم خوردن تعادل و تناسب خلط‌های چهارگانه یا سخنانی از این دست که ویروس دارای طبع سرد است. پس چایی نبات بخورید که طبع گرم دارد، بی‌پایه است و ابداً بنیه علمی ندارد.
پزشکی نوین نه تنها طب سنتی بلکه بسیاری از طب‌های دیگر را نیز رد کرده است. پزشکان به این مسئله سندروم فرهنگی می‌گویند. برخی آداب و رسوم، عقاید و باورها در افراد یک منطقه آنقدر ریشه دار می‌شود و مردم با باور، تلقین و تعصبی که دارند ناخودآگاه به آن دچار یا معالجه سطحی می‌شوند.
نظام معرفتی طب سنتی بر این اساس پی ریزی شده که بیماری در اثر به هم خوردن تعادل خلطهای چهارگانه یعنی صفرا و دم و بلغم و سودا به وجود می‌آید. ایده عناصر چهارگانه آب و باد و خاک و آتش و اینکه رماتیسم غلبه بلغم در پاست و کابوس شبانه، غلبه سودا در سر، هیچ مبنای تجربی ندارد و مبتنی بر یک دیدگاه فلسفی است.

## تأثیر و میراث
پزشکی سنتی قرون وسطایی در عصر طلایی اسلام، نظریه مزاج‌شناسی را از طب یونانی-رومی، و به ویژه از طریق کتاب ایرانی دانشمند همه چیز دان ابن سینا «قانون پزشکی» (۱۰۲۵)، پذیرفته است.

## در منابع قدیم
دربارهٔ مزاج‌های گرم و سرد، ابن سینا در قانون در طب می‌نویسد: مزاج‌ها را از ده راه می‌توان شناخت.
در خلاصه الحکمه آمده است لامسه بهترین و سریع‌ترین راه ورود به تشخیص مزاج‌ها است. درک این روش حتی برای افراد عادی نیز تا حدودی آسان است؛ لذا این راه را بر سایر راه‌ها مقدم داشته‌اند. طبیب باید خود مزاج معتدل داشته باشد، و اگر از لمس متوجه اختلاف دما نگردد، خواهد دانست که آن شخص، دارای مزاج معتدل است. اگر شخص لمس‌کننده خود مزاج معتدل نداشته باشد و بر این حال خود اطلاع داشته باشد، باز می‌تواند به تشخیص مزاج افراد دیگر بپردازد؛ یعنی اگر طبیب خود درجه حرارت بدنش گرم‌تر از مزاج معتدل باشد و دست به بدن شخص میانه‌المزاج بزند، با اینکه حس سردی می‌کند، به هرروی چون توجه به این نکته دارد که خودش گرم مزاج است، و به کیفیت اعتدال مزاج هم از راه دقت و تمرین در حس لمس آشنا است، لذا حکم غلطی دربارهٔ مزاج آن شخص نخواهد داد. درمانگر چون لمس نماید و منفعل نگردد لامس از پوست ملموس به سخونت و گرمی در بلدان معتدل‌الهوا دلالت می‌نماید بر حرارت مزاج ملموس و اگر منفعل گردد از آن به برودت دلالت می‌کند بر برودت مزاج او بدون آنکه به سبب امر خارجی عارضی آن را سخونت و برودت عارض شده باشد.
در ذخیره خوارزمشاهی آمده که اگر طبیب، به وسیله حس لمس، احساس گرمی یا سردی در شخصی نماید، دلالت بر گرمی یا سردی مزاج آن شخص دارد، مشروط بر این که گرمی و سردی به سبب امر خارجی عارض نشده باشد؛ در مباحث جداگانه‌ای تحت عنوان: سخنات و مبردات، کلیه عوامل گرم‌کننده و سردکننده بدن را که باعث افزایش یا کاهش درجه حرارت اشخاص می‌شود ذکر کرده‌اند.

## واژه‌نامه
1. ↑  Dechambre
2. ↑  Temperament
3. ↑  George Alfred Leon Sarton

## کتابشناسی
- احمدیه، عبدالله (۱۳۶۸). راز درمان. ج. ۱ جلد. تهران: اقبال. ص. ۲۸۸.
- میرحیدر، حسین (۱۳۷۳). معارف گیاهی. ج. ۶. تهران: دفتر نشر فرهنگ اسلامی. ص. ۶۴۷.
- جرجانی، اسماعیل (۱۳۵۶). ذخیره خوارزمشاهی. ج. ۱. تهران: انتشارات انجمن آثار ملی.
- سزاری. بیماری‌های غدد مترشح داخلی. تهران.
- کاسمی، نصرت‌الله. غدد مترشح داخلی و بیماریهای آن. ج. ۳. تهران.
- مجوسی اهوازی، عباس. کامل الصناعه.
- علوی، محمد حسین. خلاصه الحکمه. هندوستان.
- ابن سینا، حسین (۱۳۶۷). قانون در طب. ج. ۵. ترجمهٔ عبدالرحمن شرفکندی. تهران: انتشارات سروش. ص. ۵۴۶.